# Ochotona alpina
A Pika-alpina ou pika-do-Altai (Ochotona alpina) é um ochotonídeo encontrado no Cazaquistão, Mongólia e Rússia.